# Julio Ferreyra
Julio Daniel Ferreyra (San José de Metán, 1 de julio de 1942-San Salvador de Jujuy, 5 de agosto de 2023) fue un político peronista argentino que ejerció como director del Registro Civil y Capacidad de las Personas de la provincia de Jujuy desde 1999 hasta su renuncia en 2019. Fue candidato del Partido Justicialista a la gobernación jujeña en las elecciones provinciales de ese mismo año, ubicándose en segundo puesto detrás del gobernador titular Gerardo Morales, de la Unión Cívica Radical. Tres meses después fue elegido diputado nacional en representación de su provincia en la lista del Frente de Todos, con mandato hasta diciembre de 2023.

## Biografía
Nació en Metán, en la provincia de Salta, pero residió la mayor parte de su vida en Palpalá, en la vecina provincia de Jujuy, donde desarrolló su carrera política. Fue concejal del municipio de Palpalá después de la democratización en 1983 por el Movimiento Popular Jujeño (MPJ), partido del que se separó en la década de 1990 para integrar el Partido Justicialista. Ingresó en la función pública en el ministerio de Salud provincial y ejerció como jefe de compras de la Municipalidad de Palpalá, hasta que fue designado director del Registro Civil y de Capacidad de las Personas por el gobernador Eduardo Fellner en 1999, cargo para el que fue sucesivamente confirmado por los gobernadores justicialistas Walter Barrionuevo (2007-2011) y nuevamente Fellner (2011-2015) y el radical Gerardo Morales (2015-2019).
En febrero de 2019, enfrentado con la gobernación de Morales por su decisión de trasladar el Centro de Documentación Rápida al ministerio de Salud provincial, Ferreyra presentó su dimisión, movimiento que elevó su perfil en el espacio político jujeño y le valió la candidatura a gobernador por el Partido Justicialista de cara a las elecciones provinciales de junio de ese año, en fórmula con René Vicente Casas Gamboni, perfilándose como el principal rival de Morales, que buscaba la reelección. Su candidatura afrontó numerosas deserciones por la atomización del justicialismo jujeño en numerosas vertiendes, destacando incluso el abandono de su candidato a vicegobernador, Casas, para postularse por separado, así como las candidaturas del peronista federal Guillermo Snopek y la kirchnerista Paula Álvarez Carrera. A pesar de los malos pronósticos y de que Morales finalmente logró un segundo mandato, Ferreyra superó las expectativas con un 32,97% de los votos, sumando más votos que todos los demás candidatos peronistas juntos.
Después de este resultado, Ferreyra secundó la lista del Frente de Todos para diputados nacionales por la provincia de Jujuy, formación que a nivel nacional sostenía la candidatura presidencial de Alberto Fernández. En las elecciones de octubre de 2019, la lista obtuvo la victoria con el 45,40% de los votos sobre el 43,38% de la lista del oficialismo provincial y nacional, Juntos por el Cambio, lo que permitió que Ferreyra fuera electo diputado junto a María Carolina Moisés, que iba en primer lugar. Asumió su mandato el 10 de diciembre de 2019. En diciembre de 2021, al ser el diputado de mayor edad en la Cámara de Diputados (79 años), le correspondió presidir inicialmente la sesión preparatoria donde asumieron los diputados elegidos ese año.